# Discus guerinianus
Discus guerinianus је пуж из реда Stylommatophora и фамилије Discidae.

## Угроженост
Ова врста се сматра угроженом.

## Распрострањење
Ареал врсте је ограничен на једну државу. 
Португал је једино познато природно станиште врсте.